# 巴祖瓦地区欧奈
巴祖瓦地区欧奈（法語：Aunay-en-Bazois，法語發音：[onɛ ɑ̃ bazwa]），或纯音译作欧奈昂巴祖瓦，是法国涅夫勒省的一个市镇，属于希农堡（城）区。

## 地理
巴祖瓦地区欧奈（47°6'55"N, 3°41'55"E）面积45.16 平方千米，位于法国勃艮第-弗朗什-孔泰大區涅夫勒省，该省份为法国中部省份，北至约讷省，西北接卢瓦雷省，西接谢尔省，南至阿列省，东南接索恩-卢瓦尔省，东临科多尔省。
与巴祖瓦地区欧奈接壤的市镇（或旧市镇、城区）包括：萨尔迪莱塞皮里、乌尼、阿尚、布利姆、舒尼、埃皮里、蒙和马雷、蒙特勒永。
巴祖瓦地区欧奈的时区为UTC+01:00、UTC+02:00（夏令时）。

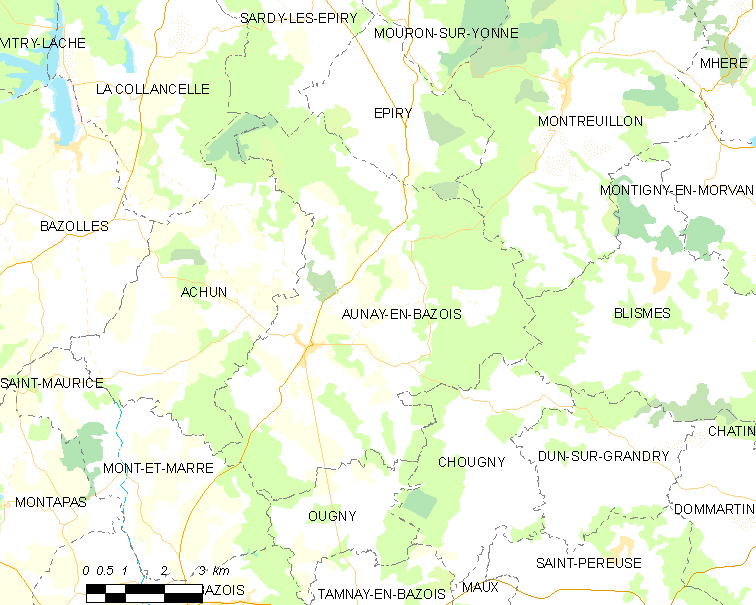
巴祖瓦地区欧奈的OSM定位图

## 行政
巴祖瓦地区欧奈的邮政编码为58110，INSEE市镇编码为58017。

## 政治
巴祖瓦地区欧奈所属的省级选区为希农堡县。

## 人口

1962-2008年间巴祖瓦地区欧奈人口变化图示

巴祖瓦地区欧奈于2022年1月1日时的人口数量为228人。